# LZ 16
Il dirigibile LZ 16 era un dirigibile di tipo rigido, ricoperto in stoffa di cotone impermeabile, costruito in Germania dalla Luftschiffbau Zeppelin di Friedrichshafen negli anni dieci del XX secolo per scopi militari.

## Storia del progetto
Lo  LZ 16 (designazione dell'esercito tedesco Z IV) andò in volo per la prima volta il 14 marzo 1913 e il 3 aprile successivo partì con a bordo la commissione militare di accettazione per il trasferimento da Friedrichshafen al campo di aviazione di Baden-Oos.  Ben presto il dirigibile si imbatté in una fitta nebbia e un forte vento da est lo spinse molto verso ovest. Infine lo LZ 16 sorvolò la Francia e atterrò sulla piazza d'armi di Lunéville.  Lì, il dirigibile militare venne trattenuto per un giorno con falsi pretesti e inizialmente confiscato; vennero inoltre interrogati gli ufficiali tedeschi presenti a bordo. Alle 11:45 del 4 aprile l'aeronave poté riprendere il viaggio di ritorno in Germania  e atterrò a Metz  (allora parte integrante dell'Impero tedesco) alle 16.00.
Il generale Auguste Hirschauer, ispettore generale dell'aviazione militare francese, dichiarò in un'inchiesta che gli ufficiali tedeschi si erano comportati in modo del tutto corretto quando il dirigibile aveva deviato dalla sua rotta a causa delle avverse condizioni meteorologiche. Poiché i tedeschi non avevano effettuato alcuna osservazione o manovra non autorizzata, l'incidente fu dichiarato chiuso.  Quando l'aeronave atterrò a Lunéville furono girate delle riprese cinematografiche che vennero proiettate nei cinema parigini con tale successo che le sale andarono esaurite durante la giornata.  All'epoca dell'incidente non esistevano accordi internazionali riguardanti gli atterraggio su suolo straniero. 
L'incidente diede ai francesi l'opportunità di esaminare l'equipaggiamento tecnico segreto del dirigibile. Ciò si potrebbe dedurre dalle fotografie scattate e pubblicate da un “inviato speciale” del quotidiano illustrato parigino Excelsior. Le registrazioni hanno rivelato dettagli che fino ad allora erano noti solo agli “aeronauti professionisti”, anche in Germania. 
Allo scoppio della prima guerra mondiale, nell'agosto del 1914, lo Z IV era di stanza a Königsberg e, tra agosto e il mese di settembre, svolse missioni di ricognizione sul fronte orientale contro le forze russe. Il dirigibile' era armato di mitragliatrici per difendersi dagli aerei nemici e trasportava piccole bombe che venivano sganciate a mano. Nella notte tra il 24 e il 25 settembre 1914, il dirigibile effettuò un bombardamento su Varsavia, durante il quale lo Z IV fu gravemente colpito dal fuoco difensivo nemico nella parte posteriore, ma riuscì a sfuggire salendo a un'altitudine di 2.800 metri. Durante un secondo bombardamento sulla città di Lyck, allora occupata dai russi , lo Z IV riuscì a tornare alla propria base a Diwitten, vicino ad Allenstein, nonostante fosse stata colpita 300 volte .
Con il passare del tempo, lo scheletro dello Zeppelin cominciò a deteriorarsi, così lo Z IV fu ritirato dal servizio in prima linea e, dal 24 febbraio 1915, fu utilizzato solo come dirigibile scuola.
Durante il funerale di Max Immelmann a Dresda-Tolkewitz, lo LZ 16 sorvolò la sala del crematorio e due mazzi di rose vennero lanciati dalle gondole.   L'aeronave andò in volo per l'ultima volta il 20 ottobre 1916, e dopo 419 voli fu demolito.

## Utilizzatori
Germania
- Deutsches Heer (1871-1919)